# The Queen - La regina
The Queen - La regina (The Queen) è un film del 2006 diretto da Stephen Frears, con Helen Mirren e Michael Sheen, candidato nel 2007 a sei premi Oscar, di cui uno conferito a Helen Mirren quale miglior attrice protagonista.
Si tratta del secondo film della trilogia incentrata sulla carriera politica dell'ex primo ministro inglese Tony Blair, interpretato da Michael Sheen. È stato preceduto da The Deal e sarà seguito da I due presidenti.

## Trama
Regno Unito, 2 maggio 1997. Dopo diciotto anni di amministrazione da parte dei Conservatori, lo scozzese Tony Blair, giovane membro di rilievo del Partito Laburista, viene eletto Primo ministro del governo di Sua Maestà e si prepara a essere accolto con freddezza e distacco dalla regina Elisabetta II, che deve conferirgli l'incarico di formare il governo.
Il 31 agosto dello stesso anno, a Parigi, la principessa Diana, ex moglie del principe Carlo, figlio maggiore della regina ed erede al trono, muore in un incidente automobilistico. Mentre il popolo britannico è affranto dalla morte della principessa del popolo, la famiglia reale e la stessa sovrana rimangono nella residenza estiva di Balmoral, trincerandosi in un silenzio che i sudditi non gradiscono affatto, tornando a Buckingham Palace solo dopo una settimana dall'avvenimento.
Dopo un discorso televisivo alla nazione in cui omaggia la principessa Diana, e chinando il capo al passaggio della sua bara durante il funerale, la regina riconquista la benevolenza del suo popolo, per poi riconciliarsi con il neo-eletto primo ministro, instaurando con lui una proficua collaborazione istituzionale.

## Riconoscimenti
- 2007 - Premio Oscar
  - Miglior attrice protagonista a Helen Mirren
  - Candidatura Miglior film a Andy Harries, Christine Langan e Tracey Seaward
  - Candidatura Migliore regia a Stephen Frears
  - Candidatura Migliore sceneggiatura originale a Peter Morgan
  - Candidatura Migliori costumi a Consolata Boyle
  - Candidatura Miglior colonna sonora a Alexandre Desplat
- 2007 - Golden Globe
  - Miglior attrice in un film drammatico a Helen Mirren
  - Migliore sceneggiatura a Peter Morgan
  - Candidatura Miglior film drammatico
  - Candidatura Migliore regia a Stephen Frears
- 2007 - British Academy Film Awards
  - Miglior film
  - Miglior attrice protagonista a Helen Mirren
  - Candidatura Miglior film britannico a Andy Harries, Christine Langan, Stephen Frears, Peter Morgan e Tracey Seaward
  - Candidatura Migliore regia a Stephen Frears
  - Candidatura Miglior attore non protagonista a Michael Sheen
  - Candidatura Migliore sceneggiatura originale a Peter Morgan
  - Candidatura Migliori costumi a Consolata Boyle
  - Candidatura Miglior montaggio a Lucia Zucchetti
  - Candidatura Miglior trucco a Daniel Phillips
  - Candidatura Miglior colonna sonora a Alexandre Desplat
- 2007 - Broadcast Film Critics Association Award
  - Miglior attrice protagonista a Helen Mirren
  - Candidatura Miglior film
  - Candidatura Migliore regia a Stephen Frears
  - Candidatura Miglior sceneggiatore a Peter Morgan
- 2006 - Chicago Film Critics Association Award
  - Miglior attrice protagonista a Helen Mirren
  - Migliore sceneggiatura originale a Peter Morgan
  - Candidatura Miglior film
  - Candidatura Migliore regia a Stephen Frears
  - Candidatura Miglior attore non protagonista a Michael Sheen
  - Candidatura Miglior colonna sonora a Alexandre Desplat
- 2007 - Premio César
  - Candidatura Miglior film straniero a Stephen Frears
- 2007 - David di Donatello
  - Candidatura Miglior film dell'unione europea a Stephen Frears
- 2007 - European Film Award
  - Miglior attrice a Helen Mirren
  - Miglior colonna sonora a Alexandre Desplat
  - Candidatura Miglior film a Stephen Frears
  - Candidatura Migliore regia a Stephen Frears
  - Candidatura Migliore sceneggiatura a Peter Morgan
  - Candidatura Miglior montaggio a Lucia Zucchetti
- 2007 - Premio Goya
  - Miglior film europeo a Stephen Frears
- 2006 - Festival di Venezia
  - Miglior interpretazione femminile a Helen Mirren
  - Candidatura Leone d'oro a Stephen Frears
- 2006 - National Board of Review Award
  - Miglior attrice protagonista a Helen Mirren
- 2007 - Kansas City Film Critics Circle Award
  - Miglior attrice protagonista a Helen Mirren
  - Miglior attore non protagonista a Michael Sheen
- 2006 - Los Angeles Film Critics Association Award
  - Miglior attrice protagonista a Helen Mirren
  - Miglior attore non protagonista a Michael Sheen
  - Migliore sceneggiatura a Peter Morgan
  - Miglior colonna sonora a Alexandre Desplat
  - Candidatura Miglior film
- 2006 - New York Film Critics Circle Award
  - Miglior attrice protagonista a Helen Mirren
  - Migliore sceneggiatura a Peter Morgan
  - Candidatura Miglior film
  - Candidatura Migliore regia a Stephen Frears
- 2006 - Satellite Award
  - Miglior attrice in un film drammatico a Helen Mirren
  - Migliore sceneggiatura originale a Peter Morgan
  - Candidatura Miglior film drammatico
  - Candidatura Migliore regia a Stephen Frears
- 2007 - Screen Actors Guild Award
  - Miglior attrice protagonista a Helen Mirren
- 2007 - Nastro d'argento
  - Candidatura Migliore regia a Stephen Frears